# Morten Lid
Morten Lid född 1950 i Drammen, Norge, är en norsk-svensk skulptör bosatt i Sverige.
Lid är som konstnär autodidakt. Han har medverkat i samlingsutställningar i Norge, Danmark och Sverige, bland annat på Norsk samtidskunst - skulptur i Oslo, Norsk kunst gjennom 60 år på Riksgalleriets utställning i Kong Haakons Kirke i Köpenhamn 1975 och i Höstsalongen på Värmlands museum 1985-1987. Separat har han ställt ut på Galleri Tanum i Oslo 1977 och 1982 samt på Vänresborgs konstgille 1988 med flera platser i Sverige och Norge.
Bland hans offentliga arbeten märks en fontänskulptur i svetsad koppar för Røyken rådhus i Norge, samt utsmyckningar för Länsarbetsförmedlingen i Örebro 1993 och för Centralsjukhuset i Karlstad 1999.
Han har tilldelades Hans Eversens legat 1978, Rune Brynestads minnesstipend 1989, Vederlagsfondet stipend 2000, 1998 och 1997 samt BKÅ 1-årig arbeidsstipend.
Lids konst berstår av skulpturer i svetsad stål samt trä och bronsföremål.
Han är representerad vid Museet for samtidskunst, Norsk kulturråd, Oslo kommunes kunstsamlinger, Bergen kommune, Statens konstråd, Värmlands museum, Landstinget i Värmland samt Varbergs kommuns samlingar. 